# Kilforsens kraftverk
Kilforsens kraftverk är ett vattenkraftverk i Fjällsjöälven i nuvarande Sollefteå kommun. Vid Kilforsen överleds älven genom en kilometerlång tunnel till Ångermanälven istället för att passera den långa kröken med forsar. Detta ger en fallhöjd på 99 meter.
Det är det största kraftverket i älvsystemet Ångermanälven-Faxälven-Fjällsjöälven. Medelvattenföringen är ca 130 m³/s.

## Konstruktion
Vid Imnäsforsen byggdes en regleringsdamm som spärrade älven. Från Imnäs byggdes en 1 km lång kanal och en 1,7 km lång tunnel sprängdes genom berget. Kanalen grävdes med en av Vattenfalls fyra gigantiska släpgrävmaskiner av typ Marion 7400. Dessa grävmaskiner väger 600 ton och skopan rymmer 6 kubikmeter jord, vilket inte ens rymdes på ett helt lastbilsflak anno 1950. En liten konstgjord sjö tjänstgör som utjämningsbassäng, från bassängen leder ett lodrätt schakt de 99 metrarna ner till maskinstationen. I maskinsalen finns tre Francisturbiner på 96 MW vardera. Från maskinstationen rinner vattnet genom en 2,7 km lång tunnel ut till Ångermanälven. I den gamla älvfåran byggdes fem grunddammar för att älven inte skulle framstå som torrlagd.
Kilforsens kraftverk är delvis identiskt med Harsprånget i Stora Luleälven, bland annat är aggregaten av samma typ som de tre första i Harsprånget och kraftverket är byggt under samma tid som det. Aggregaten är dock målade i rött, blått och gult i Kilforsen till skillnad från de tre första i Harsprånget, som enbart är målade i blått. Harsprånget har även lite större fallhöjd och desto högre medelvattenföring, samt har även två extra aggregat på 180 respektive 465 MW. Det sistnämnda ryms i en egen maskinsal och är det största aggregatet i Sverige.

## Byggnationen
Efter att Nämforsens kraftverk och Forsmo kraftverk var färdigbyggda påbörjades arbetena i Kilforsen i slutet av 1947. Tidigare hade kraftstationerna anlagts i anslutning till älven som byggdes ut, medan Kilforsens kraftverk byggdes i skogen mitt emellan två älvar, Fjällsjöälven och Ångermanälven. Platsen för kraftstationen var en gammal fäbod långt från den fors som gav kraftverket sitt namn. Majoriteten av den tidigare vattenkraftsutbyggnaden hade skett i närheten av bebyggelse med tillgång till viss service och bostäder, med här fick man som i många senare vattenkraftsprojekt börja med att bygga upp ett samhälle för att inhysa arbetsstyrkan. Kilforsens samhälle bestod av cirka 240 byggnader med bland annat Folkets hus, skolor, butiker, sjukstuga, 150 egnahem, 13 permanenta och 39 provisoriska byggnader. Sammanlagt cirka 220 familjebostäder. För ensamstående arbetare uppfördes 20 ungkarlsbostäder med plats för 470 man. Arbetsstyrkan kom som mest att uppgå till 1000 man och rekryterades framför allt från de tidigare byggena i Nämforsen och Forsmo.